# José Félix Cerezo
José Félix Cerezo (o Cereso) fue un militar argentino del arma de artillería que luchó en las Invasiones Inglesas, en la Guerra de Independencia de la Argentina y en la lucha contra la intervención anglo-francesa en el Río de la Plata.

## Biografía
José Félix Cerezo nació en la España peninsular en 1785.
Joven aún pasó al Virreinato del Río de la Plata y se afincó en la ciudad de Buenos Aires. En 1806 se destacó en la reconquista de Buenos Aires, ocupada por los británicos en la primera de las Invasiones Inglesas al Río de la Plata.

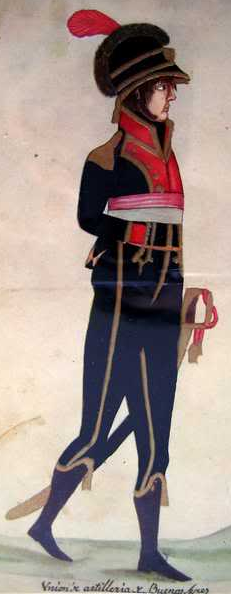
Oficial del Cuerpo de Artilleros de la Unión (1807).

En 1807 ingresó como cadete al Cuerpo de Artilleros de la Unión y durante el asalto inglés resultó herido de bala en un muslo, cayendo prisionero.
Por disposición de la Junta de Sevilla el 18 de febrero de 1809 se lo designó subteniente del Cuerpo Patriotas de la Unión.
Permaneció en servicio hasta la Revolución de Mayo de 1810 a la que adhirió. El 3 de agosto la Primera Junta lo ascendió a teniente y lo puso al mando de una compañía del Regimiento de Artillería de la Patria. En 1811 se incorporó a las órdenes del general José Rondeau al sitio de Montevideo.
Ascendido a capitán, en 1813 se sumó al Ejército del Norte bajo el mando del general Manuel Belgrano, luchando en la Batalla de Vilcapugio (1 de octubre de 1813) donde comandó interinamente la artillería haciendo clavar ante la derrota las 12 piezas que la constituían y en la Batalla de Ayohuma donde la escasa artillería también fue capturada por los realistas.
Por enfermedad regresó a Buenos Aires pasando al Cuerpo de Inválidos.
En 1815, encontrándose en situación de extrema pobreza, reclamó al gobierno los meses de sueldo que se le adeudaban y tras dedicarse a atender una pulpería de su propiedad, en 1818 solicitó sin éxito su reincorporación con el grado de sargento mayor.
Por encargo del gobierno preparó con Francisco Mariano de Orma un plan de defensa para la ciudad de Buenos Aires en previsión de la esperada expedición española.
En 1821 revistaba como sargento mayor del Regimiento N° 5 de Milicias y en 1822 fue incluido en la reforma militar.
Retirado en su estancia de San Vicente (Buenos Aires), en 1829 fue atacado por una partida por lo que decidió abandonarla y regresó con su familia a Buenos Aires
Volvió a tomar las armas incorporándose al cantón de Lorea a las órdenes del teniente coronel Francisco Mariano de Orma.
Posteriormente designado por el general Gervasio Espinosa comandante del Parque del Ejército, fue ascendido a teniente coronel.
Actuó en la Batalla de la Vuelta de Obligado el 20 de noviembre de 1845 siendo calificado de "intrépido y sereno guerrero" por su destacada actuación al frente de una de las baterías.
Luchó nuevamente contra los buques de la escuadra anglo-francesa al mando de una de las baterías en el combate de San Lorenzo (16 de enero de 1846) y en la Batalla de Quebracho (4 de junio de 1846).
En julio de 1856 pasó a la plana mayor inactiva. Falleció en Navarro (Buenos Aires) el 24 de mayo de 1863.